# Псуже
Псуже (пол. Psurze) — село в Польщі, у гміні Кшижанув Кутновського повіту Лодзинського воєводства.
Населення — 44 особи (2011).
У 1975-1998 роках село належало до Плоцького воєводства.

## Демографія
Демографічна структура станом на 31 березня 2011 року:
|          | Загалом | Допрацездатний вік | Працездатний вік | Постпрацездатний вік |
| -------- | ------- | ------------------ | ---------------- | -------------------- |
| Чоловіки | 23      | 3                  | 17               | 3                    |
| Жінки    | 21      | 5                  | 11               | 5                    |
| Разом    | 44      | 8                  | 28               | 8                    |